# Fabian Romania Property Fund
Fabian Romania Property Fund Limited este un fond de investiții din Marea Britanie.
A fost înființat în iunie 2005 în vederea realizării de investiții în principalele sectoare ale pieței imobiliare din România.
Fondul vizează investiții atât în proiecte deja existente, cât și finanțarea dezvoltării de noi construcții.
Fabian se axează pe achiziția de spații de birouri și centre comerciale dar și pe parteneriate pe segmentul retail și rezidențial.
Fabian deține participații la opt proiecte imobiliare în România, respectiv clădirile de birouri Cascade, Cubic Center, Băneasa Business Center și Banu Andronache, Evocentre, Lakeview din București, precum și ansamblul rezidențial New Town din București și un complex de locuințe din Timișoara.
În decembrie 2007, valoarea de piață a proprietăților imobiliare deținute de fondul de investiții Fabian în Romania era evaluată la circa 120 milioane euro.
În februarie 2009, pachetul majoritar de acțiuni de 90% al fondului Fabian a fost cumpărat de compania Black Sea Global Porperties (BSGP), controlată de omul de afaceri Dinu Patriciu prin interemediul Rompetrol Holding.
În aprilie 2009, fondul a fost delistat de pe piața Alternative Investment Market (AIM), administrată de Bursa de Valori din Londra.